# Луццаго, Марко
Марко Луццаго (итал. Marco Luzzago; 23 июня 1950, Брешиа, Италия — 7 июня 2022) — лейтенант великого магистерства Мальтийского ордена с 8 ноября 2020 по 7 июня 2022.

## Биография
Родился 23 июня 1950 года в Брешиа, получил образование в институте францисканцев в Брешиа, а медицинское в Падуанском и Пармском университетах. Работал как бизнесмен, управляя имущественными делами семьи.
В 1975 году вступил в Мальтийский орден, посещал паломничества Ордена, с 2011 года начальник юстиции в Великом Приорате Рима.
С 2017 года советник Итальянской Ассоциации Мальтийского ордена.
В ноябре 2020 года подавляющим большинством голосов был избран лейтенантом великого магистерства.
Скончался 7 июня 2022 года от сердечного приступа на 72-м году жизни.